# Główny Instytut Włókiennictwa
Główny Instytut Włókiennictwa – jednostka organizacyjna Ministerstwa Przemysłu Lekkiego, powołana z zadaniem   prowadzenie prac naukowo-badawczych, mających na celu rozwój produkcji przemysłowej w dziedzinie włókiennictwa. 

## Powołanie Instytutu
Na podstawie zarządzenia Ministra Przemysłu Lekkiego z 1950 r. w sprawie nadania statutu Głównemu Instytutowi Włókiennictwa ustanowiono Instytut. Powołanie Instytutu miało związek z dekretem z 1948 r. o tworzeniu Głównych Instytutów Naukowo-Badawczych Przemysłu.
Zwierzchni nadzór nad Instytutem sprawował Minister Przemysłu Lekkiego.

## Zadania Instytutu
Zadaniem Instytutu było prowadzenie prac naukowo-badawczych, a w szczególności:
- organizowanie i prowadzenie prac naukowo-badawczych dla stworzenia podstaw zarówno teoretycznych, jak i praktycznych dla nowych działów produkcji lub nowych metod wytwarzania i organizacji pracy,
- śledzenie postępu technicznego i naukowego oraz udzielanie opinii w sprawach związanych z postępem wiedzy i techniki,
- udoskonalanie i usprawnianie metod już stosowanych w przemyśle,
- inicjowanie nowych działów produkcji i współpraca przy ich organizowaniu,
- przeprowadzanie ekspertyz, zleconych prac technicznych i naukowo-badawczych,
- kształcenie przyszłych naukowców dla potrzeb własnych i innych Instytutów naukowych oraz kształcenie personelu przemysłu w zakresie nowych metod lub nowych gałęzi przemysłu, nie uwzględnionych w programach szkolnictwa,
- współpraca ze szkołami wyższymi, innymi instytucjami i osobami i powierzanie im do opracowania specjalnych zagadnień w obrębie ich własnych pracowni lub instytutów,
- współdziałanie w pracach zbiorowych, organizowanych przez inne instytuty, pracownie szkół wyższych i innych ośrodków badawczych w celu rozwiązania bardziej złożonych zagadnień,
- nawiązywanie i utrzymywanie łączności z odpowiednimi instytucjami i organizacjami za granicą,
- prowadzenie dokumentacji i informacji naukowej i naukowo-technicznej,
- opracowywanie norm w myśl ustawy z 1949 r. o utworzeniu Polskiego Komitetu Normalizacyjnego oraz o polskich normach i standardach,
- współpraca z komisjami usprawnień centralnych zarządów lub zjednoczeń branży włókienniczej, będących w zarządzie Ministerstwa Przemysłu Lekkiego,
- opracowywanie książek, czasopism, biuletynów, sprawozdań, instrukcji, druków itp.,
- organizowanie i prowadzenie konferencji i zjazdów naukowych, kursów, wykładów, odczytów itp.

## Kierowanie  Instytutu
Władzami Instytutu byli: Dyrektor i Rada Naukowa. Dyrektor zarządzał Instytutem przy pomocy podległych mu dwóch zastępców do spraw: naukowo-technicznych i finansowo-administracyjnych. Dyrektora i jego zastępców powoływał i odwoływał Minister Przemysłu Lekkiego.

## Rada Naukowa
Rada Naukowa składała się z przewodniczącego oraz z członków, powołanych na okres 3 lat w liczbie co najmniej 8 osób spośród przedstawicieli przemysłu, nauki, organizacji pracowników, zainteresowanych instytucji i wybitnych znawców różnych specjalności.
Członków Rady Naukowej i jej przewodniczącego powoływał i odwoływał Minister Przemysłu Lekkiego. Dyrektor, jego zastępcy i inni pracownicy Instytutu nie mogli wchodzić w skład Rady Naukowej, natomiast mogli brać udział w jej posiedzeniach z głosem doradczym.
Do zakresu działania Rady Naukowej należał nadzór nad działalnością Instytutu, a w szczególności:
- opiniowanie programu prac, budżetu i działalności Instytutu,
- inicjowanie prac naukowo-badawczych,
- opiniowanie w sprawach wniesionych przez Dyrektora,
- przedkładanie Ministrowi Przemysłu Lekkiego wniosków w przedmiocie tworzenia w ramach Instytutu instytutów specjalnych.